# 钱李仁
钱李仁（1924年8月20日—），男，汉族，浙江嘉兴人。中国共产党、中华人民共和国政治、外交人物，曾任第十二、十三届中央委员。

## 生平
肄业于上海圣约翰大学化学系。1940年加入中国共产党，后任上海市学联党组书记、中共上海市学委委员。建国后，历任中国新民主主义青年团上海市工委部长、秘书长、共青团中央国际联络部部长、全国青联副主席、国务院外事办公室社会主义国家组组长等职。1968年在文化大革命中下放至五七干校劳动。1978年，任中国常驻联合国教科文组织代表（大使衔）。1983年，担任中共中央对外联络部部长。1985年起任人民日报社社长。
1989年六四事件中，钱李仁虽主张为学生运动降温，但身为改革派的他也一定程度地倾向学生，只是希望学生“见好就收”。六四之后，钱李仁連同譚文瑞被撤职。
1993年钱李仁复出改任全国政协常委至1998年，其中1995年至1998年任外事委员会主任。